# Kampanja v Zahodni Indiji ali Antilih
Kampanja v Zahodni Indiji ali Antilih, oz. tudi Karibsko prizorišče ameriške revolucionarne vojne je bilo prizorišče številnih pomorskih in amfibijskih spopadov, v katerih so med letoma 1778 in 1782 sodelovale predvsem sile Velike Britanije in Francije.

## Ozadje
Številne britanske otoške kolonije v Zahodni Indiji so bile politično razdeljene glede vprašanj, ki so Trinajst kolonij v Severni Ameriki nazadnje pripeljala do revolucije. Nekatere kolonialne skupščine na Karibih so izrazile naklonjenost uporniškemu gibanju, vendar izbruh ameriške revolucionarne vojne aprila 1775 ni povzročil podobnih mobilizacij. Britanske vojaške oblasti so namreč od tam črpale sredstva za podporo svojih dejavnosti proti uporniškim kolonijam v prvih letih vojne.
Glavni vpliv na Britansko Zahodno Indijo v teh zgodnjih letih je bil gospodarski. Otoki so bili odvisni od Severne Amerike zaradi številnih virov, vključno z lesom za gradnjo in hrano za prehrano velikega suženjskega prebivalstva, ki je delalo na plantažah za proizvodnjo sladkornega trsa za izvoz. Ta trgovina se je močno zmanjšala potem, ko je Kraljeva vojna mornarica začela blokirati glavna pristanišča v Severni Ameriki. Nekaj trgovine se je nadaljevalo, toda Američani, ki so obupano potrebovali zaloge (zlasti vojaške zaloge, kot je smodnik) iz Evrope, so trgovali s francoskimi in nizozemskimi posestmi na Karibih. Zlasti nizozemski otok Sveti Evstahij, oz. "Sint Eustatius" je postal glavna dobavna točka, kjer so nizozemski trgovci in uradno izbrani francoski trgovci poslovali z ameriškimi trgovci.
Razmere so se spremenile po vstopu Francije v vojno kot ameriške zaveznice v začetku leta 1778.

## Dogajanje 1778-1779
Novica o vstopu Francije v vojno je dosegla francoskega guvernerja na Martiniku, markiza de Bouilléja, avgusta 1778. Takoj je načrtoval in izvedel invazijo na Dominiko ter 7. septembra uspešno zavzel otok.
Francoski admiral comte d'Estaing je po neuspešnem poskusu zavzetja "Newporta na Rhode Islandu" 4. novembra odplul iz Bostona proti Zahodni Indiji. Istega dne je bil iz [New York City|New Yorka]] poslan komodor William Hotham, da okrepi britansko floto v Zahodni Indiji. Admiral Samuel Barrington, britanski admiral na Zavetrnih otokih, se je maščeval za zavzetje Dominike z zavzetjem otoka Svete Lucije 13. in 14. decembra po prihodu Hothama iz Severne Amerike. D'Estaing, ki je pozorno sledil Hothamu, je bil 15. decembra premagan v dveh napadih na Barrington v Cul-de-Sac na Sveti Luciji.
6. januarja 1779 je admiral Jack Byron dosegel Zahodno Indijo. V začetku tega leta so bile pomorske sile v Zahodni Indiji večinoma zaposlene pri opazovanju druga druge in krepitvi moči. Toda junija, ko je Byron odšel na Antiguo, da bi stražil trgovski konvoj na poti domov, je d'Estaing najprej zavzel Sveti Vincencij, nato pa še Grenado. Admiral Byron je plul v upanju, da bo rešil najprej enega in nato drugega, prispel je pred Grenado kmalu po njenem padcu. Pred Grenado je 6. julija 1779 potekala neodločna akcija, v kateri je bila Byronova flota znatno poškodovana. Vojna v Zahodni Indiji je zamrla, Byron je popravil svojo floto, d'Estaingu pa ni uspelo izkoristiti francoske pomorske premoči. Byron se je avgusta vrnil domov. D'Estaingu so avgusta ukazali vrnitev v Francijo, vendar se je namesto tega odzval pozivom Američanov za pomoč pri ponovnem zavzetju Savanne v Georgiji, ki je padla v roke britanskih sil decembra 1778. Po neuspešnem obleganju Savanne je d'Estaing odplul proti Franciji.
Španski imperij je leta 1779 vstopil v vojno kot francoski zaveznik, kar je vojno še razširilo. Španske kolonialne sile na polotoku Jukatan so septembra zavzele glavno britansko naselbino v današnjem Belizeju pri "Saint George's Caye", britanske sile z Jamajke pa so za kratek čas zasedle trdnjavo San Fernando de Omoa v današnjem Hondurasu. Vstop Španije v vojno je še dodatno raztegnil britanske vire, saj so združene španske in francoske pomorske sile presegle njihove.

## Dogajanje  1780-178
Sezona kampanje 1780 je bila razmeroma tiha. Francoska flota pod grofom de Guichenom se je spopadla z ladjevjem Georgea Brydgesa Rodneyja v neuspešni bitki pri Martiniku, vendar nobena stran ni mogla manevrirati, oz. se odmakniti stran od druge za pomembne operacije proti posestim druge. Britanske oblasti so z Jamajke sprožile veliko ekspedicijo, ki jo je sprva vodil mladi Horatio Nelson, da bi prevzela nadzor nad špansko [[Nikaragva|Nikaragvo]. "Odprava San Juan" je bila katastrofalen neuspeh in eden najdražjih britanskih podvigov v vojni.
Konec leta 1780 je bila Republika Nizozemska uradno vključena v vojno in britanska vlada je bila prisiljena umakniti del svoje flote iz drugih namenov, da bi zaščitila trgovino v Severnem morju.
V Zahodni Indiji je Rodney potem, ko je v začetku leta prejel novico o vojni z Nizozemsko, 3. februarja 1781 zavzel otok Sveti Evstahij, ki je bil veliko skladišče vojnega blaga. Prav tako je dovolil zasebništvo, oz. gusarstvo proti drugim nizozemskim tarčam, kar je povzročilo zajetje treh nizozemskih kolonialnih postojank v Južni Ameriki. Rodneyja so obtožili, da se je tako v celoti posvetil zasegu in prodaji plena, odvzetega na Svetem Evstahiju, da ni dovolil svojemu drugemu poveljniku siru Samuelu Hoodu, ki se mu je pred kratkim pridružil, da bi sprejel ustrezne ukrepe za oviranje prihoda francoskih sil, za katere je znano, da so na poti na Martinik. Francoski admiral grof de Grasse je aprila dosegel otok z okrepitvami in med tem pregnal Hooda. De Grasse se je nato podal v diverzantski napad na Sveto Lucijo, ki je zakril del njegove flote, da bi zavzel Tobago. De Grasse in Rodney sta se nato vključila v vrsto spretnih, a na koncu neuspešnih operacij, v katerih je prvi iskal prednost za napad na britanska posestva in se izognil bitki.
V enem najpomembnejših napačnih odločitev v vojni se je admiral Rodney, ki je bil slabega zdravja, odločil vrniti polovico svoje flote v Evropo na začetku sezone orkanov leta 1781, admirala Hooda pa je z drugo polovico pustil slediti de Grassu. De Grasse se je odločil za tvegan predlog, da skoraj celotno svojo floto odpelje v Severno Ameriko, francosko trgovsko floto pa prepusti le minimalni španski zaščii. Ko je de Grasse avgusta odplul proti severu je to povzročilo znatno neravnovesje pomorske moči v korist Francozov v severnoameriških vodah.
Na obali Severne Amerike je vojna dosegla vrhunec. Ko je Hood konec avgusta prispel iz zaliva Chesapeake, de Grasse še ni prispel, saj je namerno ubral daljšo pot, da bi se izognil razkritju. Hood je nadaljeval v New York in Arbuthnotovemu nasledniku, admiralu Thomasu Gravesu, prinesel novice o de Grassejevem prihodu (čeprav ni vedel o njegovi moči). Sporočilo, da je de Barras izplul iz Newporta s celotno francosko floto je vodilo Gravesa, da je vodil združeno floto proti jugu do Chesapeakea, kamor je medtem prispel de Grasse. V ključni bitki pri Chesapeaku 5. septembra je de Grasse premagal Britance, ki so se na koncu umaknili nazaj v New York, medtem ko je de Barras odšel v Chesapeake zaliv skupaj z  konvojem francoskih vojnih potrebščin. Pomorska blokada je zaključila obkrožitev britanske vojske Charlesa Cornwallisa pri Yorktownu v Virginiji, kjer se je bil prisiljen predati 19. oktobra. Cornwallisova predaja je pomenila konec pomembnih vojaških operacij v Severni Ameriki in vodila do začetka mirovnih pogajanj. Medtem, ko so se mirovni pogovori nadaljevali, se je vojna nadaljevala v drugih gledališčih.

## Dogajanje  1782
Po predaji lorda Cornwallisa je med Britanijo in Združenimi državami pozimi 1781–1782 veljalo tiho premirje v celinski Severni Ameriki. V Franciji so pripravljali velik konvoj in okrepitve za Antile, da bi de Grassovo floto spravili v stanje pripravljenosti za podporo boju proti Rodneyjevim silam.
De Grasse se je novembra 1781 vrnil v Zahodno Indijo, kjer mu je sledil Hood in nadaljeval z napadi na Britanske otoke. Januarja in februarja 1782 je de Grasse osvojil otok Sveti Krištof, medtem ko je manjše francosko ladjevje pod poveljstvom Kersainta ponovno zavzelo nizozemske južnoameriške kolonije, de Barras pa je vzel Sveti Evstahij iz Britanije. De Grassejevi akciji pri Svetem Krištofu je močno nasprotoval Hood, ki je z veliko slabšimi silami najprej pregnal de Grassa z njegovega sidrišča pri Basseterru in nato odbil njegove ponavljajoče se napade. Hoodova akcija pa je bila nezadostna, da bi Francozom preprečila uspešen nadzor nad otokom.

### Bitka pri Saintesu
Naslednji cilj Francozov je bil pridružiti se španski floti za napad na Jamajko. Admiral Rodney, ki se je vrnil k svojemu poveljstvu z okrepitvami, se je temu načrtu zoperstavil z nizom operacij, ki so dosegle vrhunec v bitki pri Saintesu 12. aprila 1782.
Velik konvoj, ki je zapustil Francijo v spremstvu admirala de Guichena je razpršila nevihta. Britanci so ponovno zbrali vse svoje pomorske sile v Zahodni Indiji in grof de Grasse je kljub slabšemu ladjevju odplul, da bi prepeljal čete de Bouilléja, ki so se morale ponovno združiti v Santo Domingu s tistimi, ki jim je poveljeval španski general don Galvez za napad na Jamajko. Admiral Rodney se je podal v zasledovanje in z manevriranjem odrezal francosko floto od njenega konvoja, vendar je ladjo ""Zélé"", najpočasnejšo ladjo v zaledju lahko dosegel šele 9. aprila. Grof de Grasse se je odločil, da bo rešil to ladjo in poslal svojo predhodnico pod poveljstvom gospoda de Vaudreuila.
Čeprav so Francozi prevladali v tem začetnem spopadu, jim je sledil admiral Rodney in se 12. aprila pomeril s celotno francosko floto. Poveljniška ladja francoskega admirala Ville de Parisa in šest drugih so bili zaradi odpora imobilizirani in ujeti. Grof de Grasse je bil ujet in osvobojen šele naslednje leto, ko se je vojna končala. Most njegovega plovila so popolnoma uničili britanski izstrelki, admiral in dva častnika pa sta bila edina človeka, ki nista bila ranjena, ko se je ladja končno predal, in admiral Rodney ni mogel zadržati nobene od štirih ladij, ki jih je ujel, ker so bile premočno poškodovane. Ladjo "César" je tudi zajel ogenj in potonil s približno 400 britanskimi mornarji, ki so se je polastili.
Čeprav je po bitki pri Saintesu prišlo do številnih manjših spopadov, v Zahodni Indiji ni prišlo več do večjih akcij.

## Posledice
Ko je novica o Saintesih dosegla Združene države, je kontinentalni kongres razmišljal ali naj sprejme generala Carletona, ki je zamenjal sira Henryja Clintona kot vrhovnega poveljnika britanskih kopenskih sil v Ameriki in njegov predlog britanske vlade, da v celoti prizna neodvisnost Združenih držav v zameno za to, da se Amerika odreče zavezništvu s Francijo. Kongres se ni prepustil novicam o francoski katastrofi v Zahodni Indiji in je nad njo pokazal le ogorčenje, saj ni hotel sprejeti pogajalca, ki je bil odgovoren za ta predlog. Države so soglasno razglasile vsak predlog za ločeni mir za veleizdajo. Te uverture, kot tudi premirje, ki ga je istočasno zahteval poveljnik Charlestona in ga je zavrnil general Nathanael Greene, so bili zadosten dokaz, da so (kljub uspehu v Zahodni Indiji) Britanci bili tik pred tem, da bi odnehali z poskusi nekdanje kolonije prisiliti k pokornosti. Američani so si vsekakor želeli miru, vendar so svojo zvestobo francoskim zaveznikom in hvaležnost za njihovo pomoč pokazali z novimi žrtvami, da bi dosegli mir, ki bi bil časten za njihove zaveznike kot zanje.
Francosko kraljestvo je prenehalo pošiljati pomoč Američanom šele, ko jim slabo stanje njihovih nacionalnih financ ni pustilo druge možnosti, kot da to storijo. Dve fregati, "Gloire" in "Aigle" sta bili 19. maja 1782 poslani iz Brest, Francija, pod poveljstvom M. de la Touche Tréville. Ti ladji so Britanci 15. septembra 1782 prestregli in premagali v reki Delaware in La Touche je bil ujet. To je pustilo markiza de Vaudreuila, ki je od ujetega grofa de Grassa prevzel poveljstvo flote in prejel ukaz, da odpluje v Boston, da popravi in obnovi svojo eskadro.

## Dodatno čtivo
- Military history fandom